# Sugar (canción de Brockhampton)
«Sugar» es una canción de la banda estadounidense de hip hop Brockhampton, incluida en su quinto álbum de estudio, Ginger (2019). La canción cuenta con la participación vocal de Ryan Beatty. Fue escrita por Matthew Champion, Ciarán McDonald, Dominique Simpson, Ian Simpson, Beatty, Jabari Manwarring, Romil Hemnani y Chuks Chiejine, mientras que la producción estuvo a cargo de Jabari Manwa y Romil Hemnani. La canción impactó los formatos de radio de éxitos contemporáneos en Estados Unidos el 19 de noviembre de 2019, como el quinto sencillo del álbum, antes de ser lanzada globalmente el 13 de diciembre a través de Question Everything y RCA Records. Es un tema de hip hop, pop y R&B de ritmo lento, impulsado por un bucle de guitarra acústica. Líricamente, los temas incluyen abuso de drogas, codependencia y el estrés de la incertidumbre.
«Sugar» recibió críticas positivas de los expertos en música, y varios la nombraron como uno de los puntos destacados de Ginger. Algunos críticos elogiaron la producción de la canción, así como sus cualidades típicas de una boy band. La canción alcanzó el puesto 66 en el Billboard Hot 100 de Estados Unidos, mientras que entró en el top 40 de las listas en Australia, Canadá, Irlanda y Nueva Zelanda. Fue certificada doble platino en Estados Unidos por la Recording Industry Association of America (RIAA), así como platino en Australia y triple platino en Nueva Zelanda por la Australian Recording Industry Association (ARIA) y Recorded Music NZ (RMNZ), respectivamente. El rendimiento comercial de la canción se ha atribuido a un desafío viral de baile en TikTok. Fue promocionada con el lanzamiento de dos videos musicales, ambos dirigidos por Kevin Abstract. El primero presenta una serie de escenas incongruentes después de que un alienígena interrumpe una escena sexual que observa un sol de dibujos animados. El video fue elogiado por los críticos por su rareza y sus elementos de ciencia ficción. El segundo video muestra a la banda y a Beatty cantando en un escenario. Brockhampton promovió aún más la canción en 2019 con presentaciones en The Ellen Show y The Tonight Show Starring Jimmy Fallon.

## Antecedentes
En septiembre de 2018, Brockhampton lanzó su cuarto álbum de estudio Iridescence, que debutó en la cima de la lista de álbumes Billboard 200 de Estados Unidos. A pesar de su debut en el número uno, el álbum carecía de longevidad y de éxitos crossover. Al comenzar la grabación de su siguiente álbum a principios de 2019, la banda deseaba crear un álbum al que la gente quisiera regresar, que tuviera un éxito crossover. Brockhampton intentó volver a sus raíces, donde simplemente hacían música como un "grupo y familia". La banda comenzó con más de 30 canciones, que el miembro de la banda Romil Hemnani describió retrospectivamente como los "calentamientos previos", aunque finalmente abandonaron esas canciones para buscar una nueva inspiración por completo. Después de que Brockhampton invitara al actor estadounidense Shia LaBeouf a su espacio creativo en Los Ángeles para discutir ideas promocionales, los miembros de la banda Dom McLennon y Jabari Manwa volvieron a la mentalidad de hacer un álbum. Los dos comenzaron a trabajar en la música inmediatamente después y, en 20 minutos, tenían la base para una nueva canción, con la ayuda de Chuks Chiejine. Manwa conoció a Chiejine a través del artista nigeriano Odunsi (The Engine), un amigo en común mientras Manwa estaba atrapado en Londres debido a problemas con su visa.
Comenzaron con Chiejine tocando un riff en la guitarra, antes de que Manwa empezara a trabajar en el beat. El primero pasó a las teclas, el bajo y los acordes, antes de que el segundo tocara los hi-hats. McLennon se sintió inmediatamente inspirado para escribir y grabar, y señaló que el beat evocaba una "nostalgia de ser un joven artista hambriento trabajando en el turno nocturno en Target". En unas pocas horas, McLennon había grabado su verso. Al principio, la canción consistía solo en su verso y el beat. Siguiendo el consejo que recibió del productor Michael Uzowuru, Hemnani decidió bajar el tono de la canción en dos semitonos, en un intento de descubrir nuevos espacios para armonías. La canción, así como «No Halo» y «Boy Bye», se terminó esa misma noche. Al día siguiente, comenzó su proceso de mezcla. La banda desarrolló algunas otras adiciones a la pista después de eso, incluyendo el puente de Bearface, el rearrange de los acordes que llevan al coro, y la adición de las voces de Ryan Beatty. Beatty ideó la melodía del hook antes que él, Kevin Abstract, Manwa y McLennon, quienes presentaron ideas, escribiendo el hook juntos.
«Sugar» fue escrita por Matthew Champion, Ciarán McDonald, Dominique Simpson, Ian Simpson, Beatty, Manwa, Hemnani y Chiejine, con la producción a cargo de Manwa y Hemnani. La canción fue grabada por Manwarring y Hemnani en el BH Factory en Los Ángeles. Fue mezclada por Tom Elmhirst en Electric Lady Studios en Nueva York, mientras que la masterización estuvo a cargo de Vlado Meller en Vlado Meller Mastering en Charleston, Carolina del Sur. La versión remix agrega a Brian Casey, Dua Lipa, Jermaine Dupri, Jonathan Buck, Manuel Seal Jr., Usher Raymond y William Wood como compositores.

## Música y letras
«Sugar» es una mezcla de hip hop, pop y R&B influenciada por los años 90 y 2000, con elementos de folk y funk. La producción minimalista se basa en un loop de guitarra acústica, con guitarras procesadas, tambores burbujeantes y sintetizadores, creando un groove R&B. La canción gira en torno a un hook melódico interpretado por Ryan Beatty, quien usa vocales en capas sobre una base de guitarra simple. La letra expresa una confesión ansiosa hacia una persona, hablando de insomnio y buscando respuestas sobre cómo se siente la otra parte.
Los miembros de Brockhampton cantan con armonías de falsete, manteniendo el tono emocional e introspectivo del álbum «Ginger». La letra aborda temas como el abuso de drogas, la codependencia y la incertidumbre, al mismo tiempo que reflexiona sobre relaciones pasadas y el deseo de tener una pareja. Los versos se mantienen fieles al estilo hip hop, con los miembros de la banda cantando desde un lugar positivo, recordando buenos momentos y enfocándose en sus logros. McLennon realiza el primer verso con un estilo vocal distorsionado, mientras que Matt Champion canta sobre el uso de drogas para lidiar con la ansiedad en el segundo verso. En el puente, Abstract rapea sobre pasaportes, y Bearface promete que su amor es real, cerrando la canción con la frase repetida «Do You Love Me?».

## Videos musicales

### Versión 1
El primer video musical de «Sugar», dirigido por Abstract, se estrenó el 10 de diciembre de 2019. Producido por Elara Pictures y Ways & Means, incluye escenas surrealistas inspiradas en una pesadilla que tuvo Abstract. El video muestra una invasión alienígena, actuaciones con el diablo, baba verde y elementos visuales caricaturescos, combinando ciencia ficción nostálgica con una energía caótica y creativa. Los críticos elogiaron su enfoque cinematográfico, considerándolo uno de los trabajos más surrealistas y artísticamente avanzados de Brockhampton.

### Versión 2
Un segundo video musical, lanzado el 17 de febrero de 2020 y también dirigido por Abstract, se creó para expandir la narrativa visual de la canción. Filmado en un escenario sencillo en un almacén de bajo presupuesto, muestra a la banda actuando entre elementos simples como un espejo giratorio y una escalera. Los críticos encontraron esta versión menos interesante, describiéndola como comparativamente simple.

## Lanzamiento y promoción
«Sugar» fue lanzada a través de Question Everything y RCA Records el 23 de agosto de 2019, como la segunda pista del quinto álbum de estudio de Brockhampton, Ginger. La banda originalmente tenía la intención de lanzar la canción como el sencillo principal del álbum, sin embargo, se filtró en junio de 2019, lo que llevó a la banda a decidir promocionarla después del lanzamiento del álbum. La banda anunció oficialmente «Sugar» como el quinto sencillo de Ginger en noviembre de 2019. La canción fue promovida a formatos de radio contemporáneos de éxitos y contemporáneos rítmicos en los Estados Unidos el 7 de noviembre de 2019, como un sencillo promocional. Oficialmente impactó el primer formato de radio el 19 de noviembre como un sencillo. La canción fue lanzada para descarga digital y streaming el 13 de diciembre de 2019. Recibió promoción en listas de reproducción a través de plataformas de streaming como Spotify y Apple Music, así como promoción en la plataforma de redes sociales TikTok. Un remix de la canción con Lipa fue lanzado para descarga digital y streaming como sencillo el 6 de marzo de 2020. El remix fue acompañado por un visualizador en el que se ve a Matt Champion sentado sobre un aro de baloncesto. Fue enviado para emisión en radio en Italia el 13 de marzo de 2020, cinco días antes de ser enviado a los formatos de radio contemporáneos de éxitos en Canadá.

## Recepción crítica
Sugar recibió críticas positivas de los expertos. Fue destacada como una de las mejores canciones de Ginger por varias publicaciones como Coup De Main Magazine, HotNewHipHop y Pitchfork. Críticos como Charles Holmes de Rolling Stone la describieron como "nostálgica y dulce", mientras que Claire Shaffer la consideró una de las canciones más "boy band" de Brockhampton. Otros, como Debbie Ijaduola de Clash, señalaron que las letras superan a la producción, haciéndola más melancólica de lo previsto. Dan Weiss de Consequence opinó que muestra el crecimiento musical del grupo, y Sophie Walker de The Line of Best Fit elogió la contribución de Bearface.
El remix con Dua Lipa también fue bien recibido. Críticos como Chris Murphy de Vulture y Wongo Okon de Uproxx elogiaron cómo Lipa encajó perfectamente, equilibrando la canción y aportándole frescura. Trey Alston de MTV destacó su interpretación en el coro final como "escalofriante", mientras que Highsnobiety señaló que el remix mantiene la vibra "relajada y cálida" del original, con algunas mejoras.
Sugar fue clasificada como la octava mejor canción de 2019 por Vulture y la 73ª mejor canción de boy bands de todos los tiempos por Rolling Stone, que la describió como una devoción sincera llena de amor y juventud, comparándola con I Want It That Way de Backstreet Boys.

## Remix con Dua Lipa
Un remix de «Sugar», que cuenta con la participación de la cantante albanobritánica Dua Lipa, fue lanzado como sencillo el 6 de marzo de 2020. El remix agrega voces adicionales de Lipa y Jon B., así como nuevas contribuciones de Beatty, Joba, Champion y Bearface. También incluye a Brian Casey, Lipa, Jermaine Dupri, Jon B, Manuel Seal Jr., Usher y William Wood como compositores. El remix cuenta con un sample de la canción de Usher «Nice & Slow» y tiene a Lipa uniéndose en el primer verso, antes de hacer un dueto con Beatty y entrelazar sus voces a lo largo de la canción, mientras que Jon B. canta con Bearface en el tercer verso. En la letra, Lipa canta sobre un amor que la consume y que le hace ignorar todos sus aspectos negativos. Los críticos musicales elogiaron la interpretación de Lipa en el remix por mezclar su voz con la de Brockhampton. El remix también fue elogiado por la combinación de colaboradores poco probables. Fue promocionado a través del lanzamiento de un visualizador en el que se ve a Champion sentado en una red de baloncesto.
La versión remix de «Sugar» agrega nuevas vocales de Lipa y Jon B., así como contribuciones adicionales de Beatty, Joba, Champion y Bearface. El remix comienza con Bearface usando un sample de "Nice & Slow" de Usher (1998). Lipa utiliza vocales llenas de alma y se une en el primer verso, tomando la línea inicial de McLennon de la versión original "I move mountains on my own, don’t need nobody help", antes de reescribir el resto de la letra. Ella aparece a lo largo del resto del remix, haciendo dúo con Beatty en sus partes mientras también agrega coros. Lipa canta sobre el anhelo, el deseo y la devoción, mientras explora un amor abrumador que la hace pasar por alto todos sus aspectos negativos. Jon B. canta junto a Bearface en un tercer verso reconfigurado. El puente de Abstract permanece igual, mientras Joba realiza un nuevo outro repitiendo: "I'm your Candyman/I'll be your Candy man".
```
Para mí, está bien no saber realmente lo que estás haciendo. Está bien no tenerlo resuelto en términos de relaciones, amor y cosas por el estilo. Siento que es agradable tener una canción que hable un poco sobre esa sensación de no saber realmente qué está pasando. Esa es mi conclusión cada vez que la interpretamos en el escenario.— Abstract hablando sobre el significado de «Sugar», 
MTV
[
56
]
```

## Rendimiento comercial
El éxito de «Sugar» se debió en gran parte a una tendencia de baile viral en TikTok. La canción debutó en el número 70 del Billboard Hot 100 en enero de 2020, alcanzando el puesto 66, reingreso con el Remix en la posición 95 y permaneciendo nueve semanas en la lista. También tuvo buen desempeño en los rankings Hot R&B/Hip-Hop Songs y Mainstream Top 40. Para noviembre de 2021, fue certificada doble platino en EE. UU. por vender 2 millones de unidades. A nivel internacional, alcanzó el puesto 21 en Canadá, el 58 en el Reino Unido y el 36 en Irlanda, con certificaciones en varios países, como plata en el Reino Unido y oro en Polonia y Portugal. También logró estatus de platino en Australia y Nueva Zelanda, donde alcanzó los números 19 y 12, respectivamente, permaneciendo más de 13 semanas en las listas de cada país.

## Listas
| Listas (2019–2020)                     | posición más alta |
| -------------------------------------- | ----------------- |
| Australia (ARIA)                       | 19                |
| Canadá (Canadian Hot 100)              | 21                |
| Irlanda (IRMA)                         | 36                |
| Nueva Zelanda (Recorded Music NZ)      | 12                |
| Portugal (AFP)                         | 71                |
| Suecia (Sverigetopplistan)             | 98                |
| Reino Unido (UK Singles Chart)         | 58                |
| Estados Unidos (Billboard Hot 100)     | 66                |
| Estados Unidos (Hot R&B/Hip-Hop Songs) | 31                |
| Estados Unidos (Mainstream Top 40)     | 28                |

| Lista                           | Posición |
| ------------------------------- | -------- |
| Australia (ARIA)                | 60       |
| Canada (Canadian Hot 100)       | 69       |
| New Zealand (Recorded Music NZ) | 41       |